# Rudolf Palocsay
Rudolf Palocsay (n. 12 martie 1900, Cluj, Austro-Ungaria – d. 27 octombrie 1978, Cluj-Napoca, România) a fost om de știință, botanist clujean, tatăl poetului Zsigmond Palocsay și bunicul actriței, regizoarei și cadrului universitar Palocsay Kisó Kata. Este Laureat al Premiului de Stat, Membru de onoare al Academiei de Științe Agricole și Silvice, fost director al Stațiunii Experimentale Horti-Viticole Cluj.

## Biografie
Rudolf, cel mai mare dintre cei șase frați provine din o familie nevoiașă. Casa familială se afla undeva pe malul Someșului, sub grădinile Mănășturului. Școală a făcut mai puțină (4 clase) deoarece de la 12 ani a fost nevoit să lucreze ca ucenic zidar alături de tatăl său, pentru îl ajuta la susținerea familiei. A lucrat apoi zilier la o moară, ulterior la fabrica de bere din localitate.
O scurtă perioadă de timp a fost și fotbalist dar o fractură de picior îl va constrânge să renunțe la acest hobby și cu mult mai încolo să îmbrățișeze un altul, vânătoarea unde devine Maestru de Vânătoare rol în care își asumă o poziție de educator al vânătorilor prin promovarea eticii cinegetice.
După un scurt stagiu militar la Mediaș, Rudolf Palocsay se întoarce la Cluj în 1918 și citește asiduu cărți de specialitate botanică. La 23 de ani, se angajează ca pompier și îl ajută pe comandant la amenajarea unei grădini în curtea unității. În 1926 obține un brevet de asistent grădinar. Din 1927 se consacră la selecției fructelor în micuța-i gradină, pasiune pe care cu timpul o va transforma în profesie. În această perioadă, participă la stingerea incendiilor, la misiuni de salvare, iar în timpul liber are grijă de grădina pompierilor unde începe să lucreze la altoiri și încrucișări.
În 1933 creează o primă floare, pe care o numește „Lia Roșescu”, după numele fetei comandantului unității de pompieri și amenajează în curtea unității un rondou de flori în formă de cască de pompier. Aranjamentul floral se face remarcat în presa interbelică din țară crescând astfel notorietatea grădinarului clujean.
În 1935 Rudolf Palocsay achiziționează un teren de lângă șoseaua spre satul Borhanci, astăzi cartier al Clujului, în zona care acum îi poartă numele, loc care în 1953 va deveni Stațiunea Experimentală Horti-Viticolă Cluj.
În 1938 regele Carol al II-lea al României l-a chemat să lucreze la grădinile regale, însă el a declinat acestă invitație, dedicându-se în continuare muncii de selecție și cercetare pe care o desfășoară. Munca sa a fost remarcată de profesorii de botanică clujeni Emil Pop și István Péterfi. Tot în 1938 descoperă o nouă metodă de încrucișare a plantelor.

Începând cu 1948 este interesat tot mai mult de rezultatele cercetărilor lui Ivan Vladimirovici Miciurin în materie de selecție, hibrizi și genetică a plantelor continuă să creeze noi soiuri de flori, trandafiri mai ales, dar începe să se ocupe și de studiul gladiolelor.

## Activitate didactică
În 1949, după instaurarea comunismului, Rudolf Palocsay participă la o serie conferințe universitare la Institutul Agronomic Cluj, iar începând cu 1950 predă cursuri de genetică la Universitatea Babeș-Bolyai.
A fost 4 ani profesor la Facultatea de Agronomie din Cluj iar în paralel asistent universitar la Catedra de Biologie a Universității Babeș-Bolyai din Cluj.
Asistent și ulterior lector la Catedra de genetică a Universității din Cluj (1949-1953), lector la catedra de ameliorare a plantelor, la Institutul Agronomic din Cluj (1950-1953). Cercetător științific principal la filiala din Cluj a Academiei Române (1953-1960). Membru al Societății Internaționale de Horticultură (1958).
În paralel câștigă premiul Academiei Române pentru cercetările sale în materie de hibridizare vegetativă și este ales Vice Președinte al Societății de știinte Agricole din RPR - I.V.Miciurin din București. Este Laureat al Premiului de Stat în 1950/51 pentru munca sa și este ales ca parlamentar de mai multe ori. 

## Activitate științifică
Din 1953 ca director al Stațiunii Experimentale Horti-Viticolă Cluj se distinge prin activitatea de cercetare, prin crearea a noi soiuri de flori premiate și cultivate internațional cât și prin crearea unor soiuri ameliorate de pomi fructiferi în special vișini, cirese, piersici, meri: 
- 29 de soiuri noi de gladiole („Speranța”, „Cipriana”, „Candida Ali”, „Excelsa”, „Clujeana”, „Ramona”, „Amethyst”)[5]
- trandafiri („Dna. Viorica Groza”, „Duiliu Zamfirescu”, „Charles Faraudo”, „Gen. Dănilă Papp”, „Prof Dr.Al Borza”, „Prof.Dr. Grințescu”, „Prof.I.C.Teodorescu”, „Rector Ștefănescu Goangă”, „Tandrețe”, „Carmen Sylva”, „Dna. Prof. „Dr.Borza”, „Enigma”, „Palocsay Maria”, „Palocsay Rudolf”, „23 August”)[7]
- garoafe („Gloria Clujului”)[3]
- anemone[3]

Rudolf se remarcă la o serie de expoziții horticole internaționale, printre care Paris și Trieste.

Sub conducerea sa se extinde perimetrul centrului de cercetare la o suprafață de 1030 hectare
.

Rămâne director al acestei stațiuni de cercetare pâna la pensionare sa în 1974.

Se stinge din viață în 1978 și este înmormântat în Cimitirul Hajongard din Cluj-Napoca.

## Distincții
- Ordinul Muncii clasa I (21 august 1954) „pentru merite deosebite pe tărîmul construcției de stat, economice, sociale și culturale, cu ocazia celei de a zecea aniversări a eliberării patriei noastre”[9]

## Lucrări
- Tăierea pomilor și arbuștilor fructiferi (1952 împreună cu Dániel Antal, István Veress, tradus în română în 1957)
- Experimentele mele privind creșterea legumelor și fructelor  (1954, tradus în română în 1961)
- Experimentele mele (1954, tradus în română în 1955)
- Experientele mele în ameliorarea florilor (1961)
- Experientele mele noi realizari in aplicarea miciurinismului (1955)